# Покривник бразильський
Покривни́к бразильський  (Myrmoderus squamosus) — вид горобцеподібних птахів родини сорокушових (Thamnophilidae). Ендемік Бразилії.

## Опис
Довжина птаха становить 14-15,5 см. Верхня частина тіла, тім'я і потилиця каштанові, на спині малопомітна біла пляма, над очима білуваті "брови". Обличчя, шия, підборіддя і горло чорні, покривні пера крил чорні, поцятковані білими смужками і плямками. У самців груди чорні, поцятковані білими смужками, у самиць навколо очей чорні плями, горло чорне, поцятковане білим лускоподібним візерунком. Живіт білуватий. Лапи рожевуваті.

## Поширення і екологія
Бразильські покривники мешкають на сході Бразилії, на півдні Ріо-де-Жанейро, в центрі і на сході Сан-Паулу, в центрі і на сході Парани, на сході Санта-Катарини і на північному сході Ріу-Гранді-ду-Сул. Вони живуть у вологих атлантичних лісах. Зустрічаються парами, на висоті до 1000 м над рівнем моря. Живляться комахами, яких шукають серед опалого листя. Іноді приєднуються до змішаних зграй птахів і слідкують за кочовими мурами.